# Большаков, Вадим Иванович (учёный)
Вади́м Ива́нович Большако́в (3 сентября 1938, Днепропетровск — 28 июня 2015, там же) — советский и украинский учёный в области чёрной металлургии, технологий доменной плавки, оборудования и систем управления доменных печей, действительный член Национальной академии наук Украины (2009). Доктор технических наук (1988), профессор (1991), завкафедрой Национальной металлургической академии Украины. 

## Биография
Окончил Днепропетровский металлургический институт (1960).
Кандидат технических наук (1966).
С 1960 г. — в Института чёрной металлургии АН Украинской ССР (НАН Украины) им. З. И. Некрасова (г. Днепропетровск), с 1969 г. — старший научный сотрудник. С 1993 г. заведующий отделом технологического оборудовании и систем управления.
С 1996 года и до конца жизни — директор института. Профессор кафедры «Машины и агрегаты металлургического производства» Национальной металлургической академии Украины, ее заведующий в 2003-2012.
Член Инженерной академии Украины, член Международной инженерной академии.
Подготовил четырёх кандидатов и одного доктора технических наук, являлся председателем ученого совета К.03.09.01 при Институте чёрной металлургии НАН Украины и членом докторского совета Д.03.11.02 при Национальной металлургической академии Украины. 
Автор более 540 научных работ, в том числе 4 монографии, 12 брошюр и учебных пособий, 58 авторских свидетельств и патентов Украины и России.

## Научная деятельность
- Основные исследования в области динамики металлургических машин, технологии доменной плавки, оборудования и автоматизации загрузки доменных печей. Определил и установил причины увеличения момента технологического сопротивления при захвате листа валками.
- Усовершенствовал модели нелинейных электромеханических систем с упругими связями, провел математический анализ разветвленных и замкнутых систем, создал метод систематизации нагрузок приводов прокатных станов, разработка теории захвата металла на листопрокатных станах.
- Исследовал динамику прокатных станов. Разработал теоретические основы управления нагрузкой и распределением шихты в доменных печах.
- Руководил пусковыми исследованиями, освоением и научно-техническим сопровождением наибольших в мире доменных печей, оборудованных бесконусными загрузочными устройствами.
- Исследовал резинометаллические узле металлургических машин.

Автор работ по вопросам основ управления распределением шихты и газов в доменных печах. На их основе удалось сконструировать новое оборудование для доменных печей большого объёма, в том числе конвейерных шихто-подач и бесконусных загрузочных устройств (БЗУ).
Под его руководством на базе исследований металлургических агрегатов разработаны и внедрены новые режимы управления технологическими процессами работы доменных печей, в том числе и крупнейших в мире — ДП-9 завода «Криворожсталь» и ДП-5 АО «Северсталь», разработаны рекомендации по совершенствованию этих агрегатов и режимов их работы; выполнены теоретические и экспериментальные исследования блюминга 1300 и непрерывно-заготовочного стана Криворожстали, блюминга ОХМК, оборудования и систем автоматизированной диагностики нового высокоскоростного проволочного стана 150 на Макеевском меткомбинате.

## Награды
- Почётная грамота Президиума Верховного Совета УССР (1988)[3];
- премия Кабинета Министров Казахстана (1991)[3];
- Заслуженный деятель науки и техники Украины (1997)[4][5];
- Премия НАНУ им. З.И. Некрасова (1999)[4][5];
- Государственная премия Украины в области науки и техники (2000)[4][5];
- Заслуженный инженер России (2000)[3];
- Орден «За заслуги» 3-й степени (2003)[4][5].

## Книги
- Большаков В. И. Теория и практика загрузки доменных печей / М.: Металлургия. — 1990. — 256 с.
- Доменное производство «Криворожстали». Монография колл. авторов под редакцией чл.-корр. НАНУ В. И. Большакова. ИЧМ НАНУ, «Криворожсталь». — Днепропетровск, Кривой Рог. — 2004. — 378 с.
- Познание процессов доменной плавки: Под редакцией Большакова В. И. и Товаровского И. Г. Коллективный труд / Днепропетровск: Пороги. — 2006. — 439 с.
- Большаков В. И. Технология высокоэффективной энергосберегающей доменной плавки / Киев: Наукова думка. — 2007. — 412 с.
- Веренев В. В., Большаков В. И., Путноки А. Ю., Коринь А. А., Мацко С. В. Диагностика и динамика прокатных станов / Днепропетровск: ИМА-Пресс. — 2007. — 144 с.
- Товаровский И. Г., Большаков В. И., Меркулов А. Е. Аналитическое исследование процессов доменной плавки / Днепропетровск: Экономика. — 2011. — 205 с.
- Веренев В. В., Большаков В. И., Путноки А. Ю., Маншилин А. Г., Мацко С. В. Динамические процессы в клетях широкополосного стана 1680 / Днепропетровск: ИМА-Пресс. — 2011. — 184 с.
- Шевченко А. Ф., Большаков В. И., Башмаков А. М. Технология и оборудование десульфурации чугуна магнием в большегрузных ковшах / Киев: Наукова думка. — 2011. — 208 с.
- Амоша А. И., Большаков В. И., Залознова Ю. С., Збаразская Л. А., Макогон Ю. В., Минаев А. А., Никифорова В. А., Смирнов А. Н., Тубольцев Л. Г., Хаджинов И. В., Череватский Д. Ю. Украинская металлургия: современные вызовы и перспективы развития / Донецк: Ин-т экономики пром-сти. — 2013. — 114 с.
- Большаков В. И., Муравьёва И. Г., Семёнов Ю. С. Применение радиолокационных систем измерения поверхности засыпи шихты для контроля и управления доменной плавкой / Днепропетровск: Пороги. — 2013. — 364 с.[6]